# 르레 스펙트럼 열
층 이론에서, 르레 스펙트럼 열(Leray spectrum列, 영어: Leray spectral sequence)은 층 코호몰로지를 그 직상의 층 코호몰로지로부터 계산하는 스펙트럼 열이다. 세르 스펙트럼 열(Serre spectrum列, 영어: Serre spectral sequence)은 세르 올뭉치에 대한, 층 코호몰로지가 단순히 특이 코호몰로지가 되는, 르레 스펙트럼 열의 특수한 경우이다.

## 정의
르레 스펙트럼 열(영어: Leray spectral sequence)은 다음과 같은 두 왼쪽 완전 함자에 대한 그로텐디크 스펙트럼 열이다.
{\displaystyle \operatorname {Sh} (X;\operatorname {Ab} ){\xrightarrow {f_{*}}}\operatorname {Sh} (Y;\operatorname {Ab} ){\xrightarrow {\Gamma _{X}}}\operatorname {Ab} }
여기서 {\displaystyle f_{*}}는 위상 공간 사이의 연속 함수 {\displaystyle f\colon X\to Y}에 의하여 유도되는 층의 직상이며, {\displaystyle \Gamma _{X}}는 층의 대역 단면 함자 (즉, 한원소 공간 위의 층 범주 {\displaystyle \operatorname {Sh} (\{\bullet \},\operatorname {Ab} )\simeq \operatorname {Ab} }로의 직상)이다. 층의 직상 {\displaystyle f_{*}\colon \operatorname {Sh} (X;\operatorname {Ab} )\to \operatorname {Sh} (Y;\operatorname {Ab} )}은 완전 함자인 왼쪽 수반 함자인 층 역상
{\displaystyle f^{*}\colon \operatorname {Sh} (Y;\operatorname {Ab} )\to \operatorname {Sh} (X;\operatorname {Ab} )}
{\displaystyle f^{*}\dashv f_{*}}
을 가지므로, 직상 {\displaystyle f_{*}}은 단사층을 단사층에 대응시키며 따라서 그로텐디크 스펙트럼 열의 조건이 충족된다.
르레 스펙트럼 열은 구체적으로 다음과 같다.
{\displaystyle E_{2}^{p,q}({\mathcal {F}})=\operatorname {H} ^{p}(Y;\operatorname {R} ^{q}f_{*}{\mathcal {F}})\Rightarrow \operatorname {H} ^{p+q}(X;{\mathcal {F}})}
여기서 {\displaystyle \operatorname {H} ^{\bullet }(-;-)}은 층 코호몰로지이다. 이를 사용하여 {\displaystyle X} 위의 층 코호몰로지를 {\displaystyle Y} 위의 층 코호몰로지로서 계산할 수 있다.

### 세르 스펙트럼 열
르레 스펙트럼 열의 특수한 경우로, {\displaystyle f\colon X\to Y}가 올이 {\displaystyle F}인 세르 올뭉치라고 하고, {\displaystyle {\mathcal {F}}={\underline {G}}}가 {\displaystyle X} 위의, 아벨 군 {\displaystyle G} 값의 상수층이라고 하자. 또한, 다음 조건들이 성립한다고 하자.
- {\displaystyle Y}는 경로 연결 CW 복합체이다.
- 기본군 {\displaystyle \pi _{1}(Y)}는 {\displaystyle \operatorname {H} ^{\bullet }(Y;G)} 위에 자명하게 작용한다.

그렇다면
{\displaystyle \operatorname {R} ^{q}f_{*}{\mathcal {F}}={\underline {\operatorname {H} ^{q}(F;G)}}}
가 된다. 즉, {\displaystyle \operatorname {R} ^{q}f_{*}{\mathcal {F}}}는 올의 코호몰로지 값의 상수층이다. 따라서, 르레 스펙트럼 열은 다음과 같다.:8, Theorem 1.3
{\displaystyle E_{2}^{p,q}=\operatorname {H} ^{p}\left(Y;\operatorname {H} ^{q}(F;G)\right)\Rightarrow \operatorname {H} ^{p+q}(X;G)}
여기서 {\displaystyle \operatorname {H} }는 특이 코호몰로지이다. 이를 세르 스펙트럼 열(영어: Serre spectral sequence)이라고 한다.

## 예

### 고리 공간
양의 정수 {\displaystyle n>0}이 주어졌다고 하자. 임의로 밑점이 부여된 초구 {\displaystyle (\mathbb {S} ^{n},\bullet _{\mathbb {S} ^{n}})}에 대하여, 경로 공간 올뭉치
{\displaystyle \Omega \mathbb {S} ^{n}\hookrightarrow {\mathcal {P}}\mathbb {S} ^{n}\twoheadrightarrow \mathbb {S} ^{n}}
를 생각하자. ({\displaystyle n=0}인 경우, 0차원 초구는 경로 연결 공간이 아니므로 이는 올뭉치를 이루지 않는다.) 여기서 {\displaystyle \Omega }는 고리 공간이며, {\displaystyle {\mathcal {P}}}는 밑점에서 시작하는 (그러나 임의의 점에서 끝날 수 있는) 경로들의 공간이다.
이 경우, 호몰로지 세르 스펙트럼 열은 다음과 같다.
{\displaystyle E_{p,q}^{2}=\operatorname {H} _{p}(\mathbb {S} ^{n};\operatorname {H} _{q}(\Omega \mathbb {S} ^{n}))}
{\displaystyle \Omega \mathbb {S} ^{n}}은 경로 연결 공간이므로, {\displaystyle q=0}일 경우
{\displaystyle E_{p,0}^{2}=\operatorname {H} _{p}(\mathbb {S} ^{n};\mathbb {Z} )={\begin{cases}0&p\neq 0,n\\\mathbb {Z} &p=0,n\end{cases}}}
이다. 특히, 모든 쪽에서 0이 아닐 수 있는 유일한 열은 {\displaystyle p=0} 및 {\displaystyle p=n} 밖에 없다.
경로 공간은 (밑점에서의 상수 함수로) 축약 가능 공간이므로,
{\displaystyle E_{p,q}^{\infty }={\begin{cases}\mathbb {Z} &p=q=0\\0&p\neq 0\lor q\neq 0\end{cases}}}
이다. 따라서, 둘째 쪽에 있는 {\displaystyle E_{n,0}^{2}=\mathbb {Z} } 성분이 어떤 쪽에서 상쇄되어야만 한다. 성분이 0이 아닌 열은 {\displaystyle p=0} 및 {\displaystyle p=n}밖에 없으므로, {\displaystyle E_{n,0}^{2}}는 오직 {\displaystyle n}번째 쪽에서만 상쇄될 수 있다. {\displaystyle n}번째 쪽에서
{\displaystyle \deg d^{n}=(-n,n-1)}
이므로, {\displaystyle E_{n,0}^{2}}은 {\displaystyle E_{0,n-1}^{2}}과 상쇄되어야 한다. 즉,
{\displaystyle E_{0,n-1}^{2}=\operatorname {H} _{0}(\mathbb {S} ^{n};\operatorname {H} _{n-1}(\Omega \mathbb {S} ^{n};\mathbb {Z} ))=\mathbb {Z} }
이다. 따라서
{\displaystyle \operatorname {H} _{n-1}(\Omega \mathbb {S} ^{n};\mathbb {Z} )=\mathbb {Z} }
이다.
그런데 이제 {\displaystyle E_{n,n-1}^{2}=\mathbb {Z} } 역시 어떤 쪽에서 상쇄되어야만 한다. 마찬가지로, 이 성분이 상쇄될 수 있는 유일한 쪽은 {\displaystyle n}번째 쪽이며, 이는 {\displaystyle E_{0,2(n-1)}^{2}}과 상쇄되어야 한다. 따라서
{\displaystyle E_{0,2(n-1)}^{2}=\operatorname {H} _{0}(\mathbb {S} ^{n};\operatorname {H} _{2(n-1)}(\Omega \mathbb {S} ^{n};\mathbb {Z} ))=\mathbb {Z} }
이며
{\displaystyle \operatorname {H} _{2(n-1)}(\Omega \mathbb {S} ^{n};\mathbb {Z} )=\mathbb {Z} }
이다. 이 논리를 계속해서 반복하면 고리 공간의 호몰로지를 다음과 같이 계산할 수 있다.
{\displaystyle \operatorname {H} _{k}(\Omega \mathbb {S} ^{n};\mathbb {Z} )={\begin{cases}\mathbb {Z} &k\mid n-1\\0&k\nmid n-1\end{cases}}}

### 귀진 완전열
올이 초구인 세르 올뭉치
{\displaystyle \mathbb {S} ^{k}\hookrightarrow E\twoheadrightarrow B}
가 주어졌을 때, 그 세르 스펙트럼 열 {\displaystyle E_{\bullet }^{p,q}}은 오직 {\displaystyle q=0,k}인 행에서만 성분을 가지며, 따라서 이는 {\displaystyle k+2}번째 쪽에서 퇴화한다. 이를 통해 {\displaystyle E}의 코호몰로지와 {\displaystyle B}의 코호몰로지를 잇는 긴 완전열을 적을 수 있는데, 이를 귀진 완전열이라고 한다.

## 역사
1946년에 장 르레는 스펙트럼 열의 최초의 예로 층 코호몰로지를 계산하는 르레 스펙트럼 열을 도입하였다. 1951년에 장피에르 세르는 르레 스펙트럼 열 가운데, 층 코호몰로지가 특이 코호몰로지가 되는 특수한 경우인 세르 스펙트럼 열에 대하여 연구하였다.

## 같이 보기
- 그로텐디크 스펙트럼 열